# Gmina Niemcza
Die Gmina Niemcza [ˈɲɛmʧa] ist eine Stadt-und-Land-Gemeinde im Powiat Dzierżoniowski der Woiwodschaft Niederschlesien in Polen. Ihr Sitz ist die gleichnamige Stadt (deutsch Nimptsch) mit etwa 3000 Einwohnern. 

## Geographie

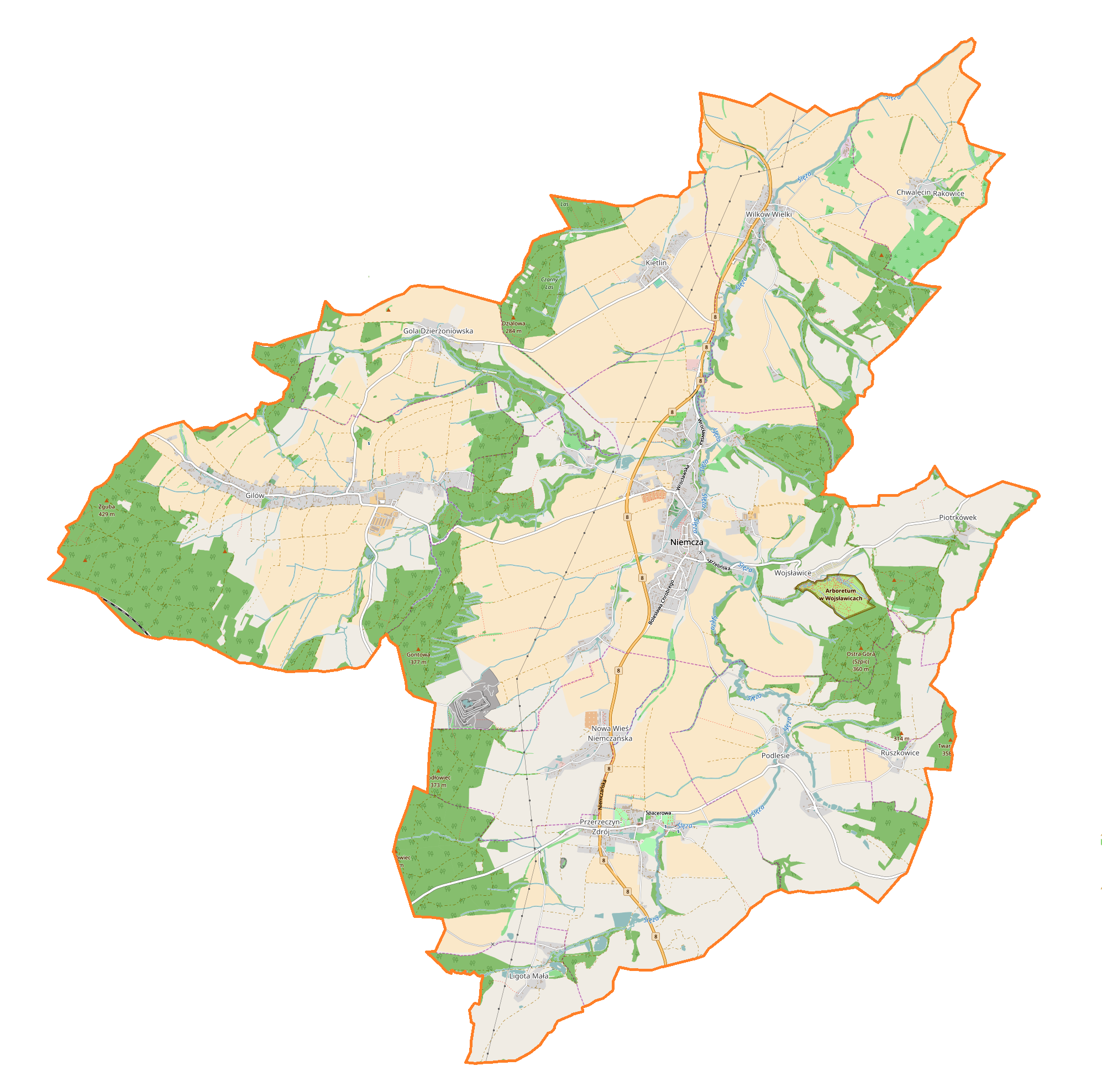
Karte der Gemeinde

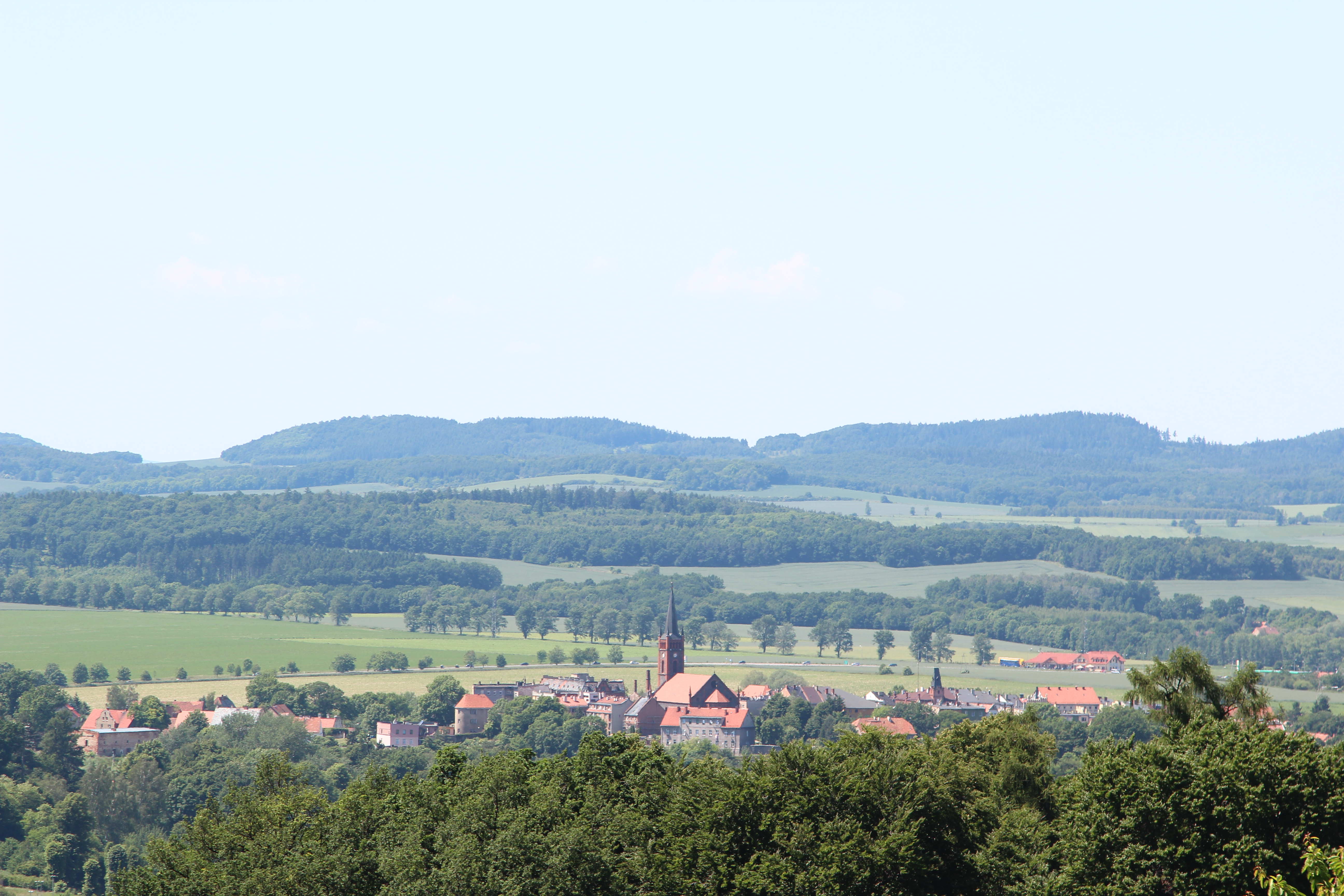
Stadt und Umgebung

Die Gemeinde liegt im Süden der Woiwodschaft. Breslau liegt 50 Kilometer nördlich, die Kreisstadt Dzierżoniów (Reichenbach) 6 Kilometer westlich und die Grenze zu Tschechien etwa 25 Kilometer südlich. Nachbargemeinden sind Łagiewniki im Norden, Kondratowice im Nordosten, Ciepłowody im Südosten, Ząbkowice Śląskie im Süden, Piława Górna im Südwesten und Dzierżoniów im Nordwesten.
Das Góry Sowie (Eulengebirge) liegt 15 Kilometer westlich. Die Ślęza (Lohe) entwässert zur Oder.

## Geschichte
Die Landgemeinde Niemcza wurde 1973 aus Gromadas gebildet. Zwei Jahre später kam das Gebiet von der Woiwodschaft Breslau alten Zuschnitts zur Woiwodschaft Wałbrzych (Waldenburg), der Powiat wurde aufgelöst. Stadt- und Landgemeinde wurden 1990/1991 zur Stadt-und-Land-Gemeinde zusammengelegt. Zum 1. Januar 1999 kam diese zur Woiwodschaft Niederschlesien und zum wieder eingerichteten Powiat.

## Partnerschaften
Gemeindepartnerschaften wurden mit Gladenbach in Deutschland, Letohrad in Tschechien und 2009 mit Monteux in Frankreich geschlossen.

## Gliederung
Zur Stadt-und-Land-Gemeinde (gmina miejsko-wiejska) Niemcza mit einer Fläche von 72 km² gehören die Stadt mit ihren Vororten und sieben Dörfer mit Schulzenämtern (sołectwa):
- Niemcza mit Gumin, Jasin, Mieczniki, Piotrkówek, Stare Miasto, Stasin und Wojsławice

- Gilów (Girlachsdorf)
- Kietlin (Kittelau)
- Ligota Mała (Klein Ellguth)
- Nowa Wieś Niemczańska (Neudorf b. Bad Dirsdorf)
- Podlesie (Kunsdorf)
- Przerzeczyn-Zdrój (Bad Dirsdorf)
- Wilków Wielki (Groß Wilkau)

Kleinere Orte sind Chwalęcin (Quanzendorf), Gola Dzierżoniowska (Guhlau) und Ruszkowice (Ruschkowitz, 1936–1945: Lohenstein).

## Verkehr
Durch die Gemeinde und ihren Hauptort verläuft in Nord-Süd-Richtung die Landesstraße DK8 (E 67) von der Schnellstraße S8 zur Grenze nach Tschechien.